# 丙氨醇
丙氨醇是一种有机化合物，分子式CH3CH(NH2)CH2OH，是丙氨酸由强还原剂如氢化铝锂还原而形成的氨基醇，常温常压下为无色固体。